# スクガラス

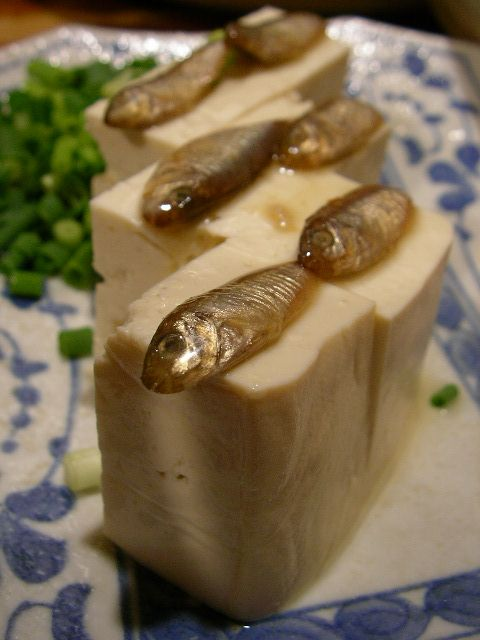
島豆腐にスクガラスを乗せたスクガラス豆腐

スクガラスは沖縄県と奄美群島の塩辛。奄美大島ではスクガラショと言う。アイゴの稚魚を原料とする。沖縄や奄美の方言でスクはアイゴの稚魚、カラスは塩辛を意味する。

## 原料
旧暦の6月1日（および7月1日、8月1日）の大潮の日には、イノーと呼ばれるサンゴ礁内の遠浅の海にアイゴの稚魚が大群をなして寄ってくるので、沖縄県や奄美群島では伝統的にこれを採ってスクガラスが作られてきた。この時期の稚魚は孵化後1か月ほど経って体長が3cmになっており、骨がまだ軟らかく、匂いの原因となる海藻をまだ食べていないため、特にスクガラスの原料として適している。漁獲後すぐに体温が上昇するため、朝のうちに採って加工されていたが、近年では収穫期間の長いフィリピンなどからの輸入品が加工原料の90%を占めている。

## 製法
アイゴの稚魚は、濃度24%の食塩水で3回洗浄して粘液などを除く。ざるで十分に水を切り、形の悪いものや骨が硬い体長4cm以上のものを除去する。続いて原料1kgに対して500gの比率で食塩を加え、十分に混ぜてすり込む。
これを5-8°Cに保たれた貯蔵庫で、約3か月かけて熟成させる。1か月ほど経過すると塩辛特有の匂いが生じるが、外見は銀色のままである。3か月経った頃に茶褐色を示したら完成と判断し、ビン詰めして漬汁を注ぎ、泡盛に漬けたトウガラシを加えて密封される。漬汁は、熟成した際の上澄みにあたる薄い飴色のものを用いる場合と、濃度20%の食塩水を用いる場合があり、後者は独特の風味が抑制される。

## 調理
島豆腐（沖縄豆腐）に乗せ、スクガラス豆腐として食べるのが最も一般的である。また、軽く水洗してレモンの汁をかけて食べたり、漬汁をチャンプルーや煮物の調味料として用いることもある。